# Б'єркнес (місячний кратер)
Кра́тер Б'є́ркнес (лат. Bjerknes) — метеоритний кратер у південній півкулі зворотного боку Місяця. Назву присвоєно на честь норвезького фізика і метеоролога Вільгельма Фрімана Корена Б'єркнеса (1862—1951) й затверджена Міжнародним астрономічним союзом у 1970 році. Утворення кратера відбулось у пізньоімбрійскому періоді.

## Опис кратера

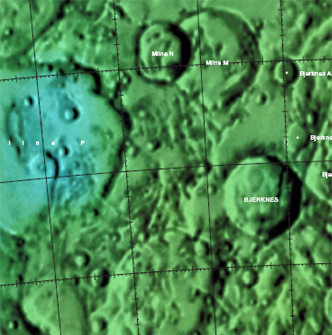
Фрагмент мапи LAC-117

Найближчими сусідами кратера є гігантський кратер Мілн на півночі; кратери Тіндаль і Піццетті на північному сході; кратер Кларк на сході; кратер Ван дер Ваальс на південному сході і кратер Поґсон на південному заході. Селенографічні координати центру кратера 38°30′ пд. ш. 113°41′ сх. д. / 38.5° пд. ш. 113.69° сх. д., діаметр 48,18 км, глибина 2,3 км.
Кратер має циркулярну форму з невеликим виступом у північно-східній частині. Вал кратера має гостру крайку та зазнав незначних руйнувань. Внутрішній схил має терасоподібну структуру. Висота валу над навколишньою місцевістю сягає 1110 м, об'єм кратера становить приблизно 1800 км³. Дно чаші кратера є нерівним, біля підніжжя внутрішнього схилу помітні обвали порід.
Кратер сформований у шарі порід викинутих при імпакті, від якого утворилось Море Південне, що знаходиться за 150 км на південний захід.

## Сателітні кратери

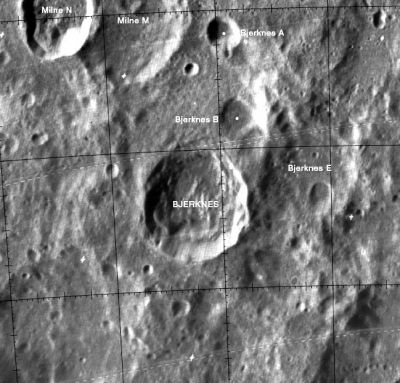
Фрагмент мапи LAC-117

| Б'єркнес | Координати                                                  | Діаметр, км |
| -------- | ----------------------------------------------------------- | ----------- |
| A        | 36°11′ пд. ш. 114°16′ сх. д. / 36.18° пд. ш. 114.27° сх. д. | 15,56       |
| B        | 37°25′ пд. ш. 114°29′ сх. д. / 37.42° пд. ш. 114.48° сх. д. | 17,27       |
| E        | 38°16′ пд. ш. 115°37′ сх. д. / 38.26° пд. ш. 115.61° сх. д. | 53,45       |